# Eurovision Song Contest 2007
Der 52. Eurovision Song Contest fand am 10. und 12. Mai 2007 unter dem Motto „True Fantasy“ in der Hartwall Areena in Finnlands Hauptstadt Helsinki statt. Sieger wurde der serbische Beitrag Molitva von Marija Šerifović.
Nach dem Sieg der Hardrock-Band Lordi im Jahr zuvor erhielt der finnische Sender Yleisradio vom Veranstalter EBU den Auftrag zur Ausrichtung. Finnland, das seit 1961 am Eurovision Song Contest teilnimmt, war damit zum ersten Mal Gastgeber des Wettbewerbs.
Auf Beschluss der EBU wurde die Veranstaltung zeitlich vorverlegt und fand bereits am zweiten Maiwochenende statt. Veranstaltungsort war die Hartwall Areena in Helsinki. Präsentiert wurden die Sendungen von den Moderatoren Jaana Pelkonen und Mikko Leppilampi. Das Televoting im Finale wurde vom finnischen Weihnachtsmann Joulupukki eröffnet.

## Besonderheiten

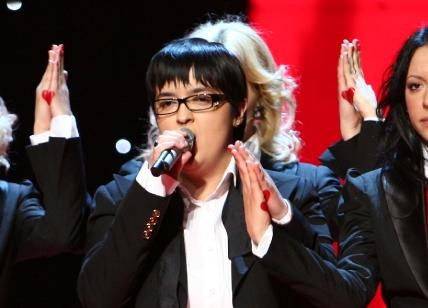
Marija Šerifović, Interpretin des Siegertitels bei den Proben zum Finale

Der überraschende Sieg der Hard-Rock-Band Lordi im Vorjahr bewegte viele Länder dazu, ähnliche Lieder zum Wettbewerb zu entsenden, was für einen Wettbewerb, der bisher eher auf Popmusik ausgelegt war, eine ungewöhnliche Situation darstellte. Neben Gastgeber Finnland entsandten auch Länder wie Andorra, Island oder Moldawien Lieder, die bisher nicht zur Norm des Wettbewerbs passten. Dies wurde in den Jahren darauf fortgesetzt, auch wenn es 2007 nicht wirklich ein Erfolgsgarant war.
Nach dem Ausscheiden des Schweizers DJ BoBo im Halbfinale wurden bei den internationalen Buchmachern Verka Serduchka (Ukraine), Dmitri Koldun (Belarus), Marija Šerifović (Serbien), die schwedische Band The Ark und die russische Mädchenband Serebro als Favoriten auf den Sieg gehandelt. Dagegen nur Außenseiterchancen wurden dem deutschen Starter Roger Cicero mit der Swingnummer Frauen regier’n die Welt eingeräumt, am Ende erreichte er den 19. Platz. Trotz dieser schlechten Platzierung schaffte es bis 2010, als Deutschland gewann, kein deutscher Beitrag mehr, eine bessere Platzierung zu erkämpfen. Auch Österreichs Beitrag Get a Life – Get Alive von Eric Papilaya schied im Semifinale aus.
Anlässlich des Eurovision Song Contest 2007 in Helsinki gab die finnische Post am 9. Mai 2007 einen Bogen mit 4 Briefmarken heraus. Auf einer Briefmarke ist Mister Lordi Tomi Putaansuu, auf der zweiten die komplette Band Lordi, auf der dritten die früheren finnische Eurovisionsteilnehmer Laila Kinnunen (1961), Marion Rung (1962, 1973), Kirka (1984) und Katri-Helena (1979, 1993) sowie auf der vierten das Symbol des Eurovision Song Contest mit der finnischen Flagge zu sehen.
In diesem Jahr wurde der von einer Fanseite initiierte Barbara Dex Award zum elften Mal vergeben. Mit diesen nicht ganz ernst zu nehmenden Preis soll das „schlechteste“ Outfit des Wettbewerbes ausgezeichnet werden. Die diesjährige Gewinnerin war Verka Serduchka aus der Ukraine.
2007 führte die EBU die sogenannte Winnerstour ein. Zur besseren Promotion des Siegertitels wurde für den Gewinner eine Tour durch Dänemark, Schweden, Griechenland, Deutschland, die Niederlande und Spanien organisiert und ein dafür vorgesehener Privatjet zur Verfügung gestellt. Empfangen wurde Marija Serifovic von den jeweiligen ESC-Interpreten der Länder. Mit eingeplant waren Fernsehauftritte, Interviews für Magazine und Zeitungen, Live-Chats mit Fans, sowie Auftritte auf zentralen Plätzen der jeweiligen Städte.

## Teilnehmer

Länder, die im Jahr 2007
nicht teilnahmen, aber mal teilgenommen hatten
teilnahmen
im Halbfinale ausschieden

Entgegen ursprünglichen Plänen, die eine Reduzierung der Zahl der direkt qualifizierten Länder vorsah, hielt die EBU am Ende doch an der seit 2004 praktizierten Teilnehmerregelung fest. Weiterhin qualifizierten sich 14 Länder direkt für das Finale: Die zehn Bestplatzierten des Vorjahrs und die vier größten Beitragszahler der EBU. Georgien, Montenegro, Serbien und Tschechien nahmen das erste Mal am Wettbewerb teil. Österreich und Ungarn kehrten wieder zurück. Die maximale Teilnehmerzahl, ursprünglich auf 40 festgelegt, wurde auf 43 erweitert. Durch die Absage Monacos reduzierte sich die Anzahl der tatsächlichen Teilnehmer schließlich auf 42.

### Wiederkehrende Interpreten
| Land        | Interpret                | Vorherige(s) Teilnahmejahr(e)                                                 |
| ----------- | ------------------------ | ----------------------------------------------------------------------------- |
| Island      | Eiríkur Hauksson         | 1986 (als Mitglied von ICY) • 1991 für Norwegen (als Mitglied von Just 4 Fun) |
| Mazedonien  | Karolina Gočeva          | 2002                                                                          |
| Mazedonien  | Marko Perić (Begleitung) | 2005 für Serbien und Montenegro (als Mitglied von No Name)                    |
| Niederlande | Edsilia Rombley          | 1998                                                                          |
| Zypern      | Evridiki                 | 1992 • 1994                                                                   |
| Zypern      | Evridiki                 | Begleitung: 1983, 1986 und 1987                                               |

## Nationale Qualifikation

### Die besten Zehn des Vorjahres
- Armenien: Der armenische Vertreter wurde durch zwei Semifinale (23. und 24. Februar) und ein Finale (25. Februar) bestimmt. Sieger wurde Hayko mit dem Titel Anytime You Need.
- Bosnien und Herzegowina: Der Beitrag von Bosnien-Herzegowina wurde intern bestimmt. Die Sängerin Marija Šestić trat im Finale mit einer folkloristischen Pop-Ballade auf.
- Finnland: Die finnische Vorentscheidung wurde à vier Semifinals (20./27. Januar, 3./10. Februar) und einem Finale am 17. Februar 2007 ausgetragen. Hanna Pakarinen wird das Land mit Leave Me Alone vertreten.
- Griechenland: Der griechische Beitrag wurde am 28. Februar 2007 per Vorentscheid bestimmt. Sarbel mit Yassou Maria siegte mit 39,69 % aller Stimmen vor Christos Dantis, Komponist des griechischen Siegertitels beim Eurovision 2005, mit No Madonna (31,28 %) und der georgischstämmigen Tamta mit With Love (29,02 %).
- Irland: Der irische Fernsehsender RTÉ hat sich für die Gruppe Dervish entschieden. Der Song, mit dem sie für Irland antreten werden, wurde am 16. Februar 2007 per Televoting gefunden und heißt They Can’t Stop the Spring.
- Litauen: Litauens Vorentscheid besteht aus mehreren Vorrunden und Semifinals. Das Finale fand am 3. März 2007 statt. Es setzte sich die Band 4Fun mit dem Titel Love or Leave durch.
- Rumänien: Wie in den Vorjahren bestand die „Selectia Nationala“ 2007 aus zwei Halbfinals und einem Finale, welches am 10. Februar stattfand. Rumänien wird durch Todomondo mit Liubi, liubi, I Love You vertreten.
- Russland: am 10. März 2007 fällte der Fernsehsender Channel One intern die Entscheidung, dass die Girlgroup Serebro mit dem englischsprachigen Titel Song #1 Russland in Helsinki vertreten wird.
- Schweden: Die Schweden bestimmten ihren Interpreten wieder durch ein aufwändiges Verfahren: Den Semifinals am 3./10./17./24. Februar folgte eine Zweite-Chance-Runde am 3. März. Im Finale am 10. März 2007 wurde der schwedische Beitrag durch eine Mischung aus Bewertungen von elf Jurys und Televoting bestimmt. Es gewannen The Ark mit dem Titel The Worrying Kind.
- Ukraine: Sieben Interpreten stellten sich in einem Finale dem Rennen, es gewann Verka Serduchka, eine Drag Queen, mit dem Song Dancing lasha tumbai.

### Die Big Four
Deutschland, Frankreich, das Vereinigte Königreich und Spanien leisten den finanziell größten Beitrag zur EBU. Zudem kommen aus diesen Ländern – gemessen an den Zuschauerzahlen – die größten Mitgliedssender der EBU, die zusammen fast eine Viertelmilliarde Menschen versorgen. Um zu vermeiden, dass bei einer schlechten Platzierung im Vorjahr ein Großteil des europäischen Zuschauerpotentials wegbrechen könnte, werden diese Länder grundsätzlich im Finale platziert.
- Deutschland: Wie schon 2006 stellten sich am 8. März 2007 in der Vorentscheidung im Deutschen Schauspielhaus in Hamburg drei Kandidaten dem Wettbewerb: Roger Cicero mit Frauen regier’n die Welt, das Mädchentrio Monrose mit Even Heaven Cries und Heinz Rudolf Kunze mit Die Welt ist Pop, wobei sich Cicero deutlich durchsetzen konnte.[2]
- Frankreich: Die französische Vorentscheidung mit zehn Teilnehmern fand am 6. März 2007 statt. Für den Wettbewerb qualifizierten sich die Fatals Picards mit dem Lied L’amour à la française.
- Spanien: Im Gegensatz zu den letzten Jahren gab es in Spanien wieder ein großes Auswahlverfahren mit mehreren Vorrunden und Semifinalen. Das Finale war am 24. Februar 2007, in dem die Boygroup D’Nash mit ihrem Lied I Love You mi vida gewählt wurde.
- Vereinigtes Königreich: Im Vereinigten Königreich fand die Vorentscheidung erst nach der Auslosung der Startreihenfolge am 17. März statt; es gewann die Popband Scooch mit Flying the Flag (For You).

### Halbfinale
Folgende Länder nahmen am Halbfinale teil:
- Albanien: In Albanien gab es zwei Semifinale am 21. und 22. und das Finale am 23. Dezember 2006. Sieger dieses Festivali i Këngës wurden Aida & Frederik Ndoci mit dem Lied Hear My Plea, die im Halbfinale ausschieden.
- Andorra: Der Zwergstaat Andorra wählte seinen Vertreter intern aus und gab ihn am 15. Januar 2007 bekannt. Es handelte sich um die Punk-Rock-Band Anonymous mit dem selbst geschriebenen Song Salvem el món, die jedoch nicht über das Halbfinale hinaus kam.
- Belarus: Drei Interpreten wurden teilweise durch Televoting und teilweise durch eine Jury ausgewählt. Eine interne Jury wählte den Interpreten aus, der Belarus in Helsinki vertreten wird. Die Wahl fiel auf Dmitri Koldun, der über das Halbfinale auch das Finale erreichte.
- Belgien: Das wallonische Fernsehen RTBF nominierte intern die Gruppe Krazy Mess Groovers (kurz: KMG’s) und ihren Funk-Song Love Power, der sich nicht unter die beliebtesten zehn Titel des Halbfinales platzieren konnte.
- Bulgarien: In einem Semifinale am 3. Februar und dem Finale am 24. Februar 2007 wurden Bulgariens Interpreten, das Duo Eliza Todorowa und Stojan Jankulow, mit dem Titel Voda gefunden. Der Name des Beitrags wurde in Water geändert und Todorova/Yankulov erreichten über das Halbfinale den Finaleinzug.
- Dänemark: Die Dänen richteten zwei Semifinals am 26. Januar und 2. Februar aus. Die besten Interpreten stellten sich dann am 10. Februar 2007 dem Finale. Es gewann der Travestiekünstler DQ mit dem Titel Drama Queen, der im ESC-Halbfinale ausschied.
- Estland: Zehn Teilnehmer stellten sich in der estnischen Vorentscheidung in einem Finale am 3. Februar 2007. Unter ihnen war auch die Pop-Rock-Band Vanilla Ninja, die 2005 die Schweiz beim ESC vertrat und Achte wurde. Es gewann Gerli Padar, die Schwester von Tanel Padar (Sieger des ESC 2001), mit dem Song Partners In Crime, die im Halbfinale scheiterte.
- Georgien: Georgien als Debütant des Wettbewerbs bestimmte als Vertreterin die Sängerin Sopho Chalwaschi. Sie stellte in einer Vorentscheidung am 3. März fünf Titel vor und qualifizierte sich mit dem Song Visionary Dream als eine der zehn besten Halbfinalisten.
- Island: Die Isländer bestimmten ihre Interpreten durch drei Semifinals (20./27. Januar, 3. Februar) und durch das Finale am 17. Februar 2007. Sieger wurde Eiríkur Hauksson mit dem Titel Valentine Lost, der jedoch nicht über das Halbfinale hinaus kam.
- Israel: Der israelische Sender IBA bestimmte intern die Ethno-Popband Teapacks, die vier Lieder in einer Vorentscheidung im Februar vorstellte. Der Song für Helsinki hieß Push the Button. Das Lied der Teilnehmer sorgte für Kontroversen, da es nach Meinung der Organisationen zu politisch sei und damit gegen die Regularien des Song Contest verstoße. Die Band wollte mit dem Lied auf die Gewalt aufmerksam machen, die für viele Menschen in der Welt „komische Gefühle“ auslöse,[3] konnte sich aber nicht unter die Top 10 des Halbfinales platzieren.
- Kroatien: Die Kroaten bestimmten ihren Interpreten durch zwei Vorrunden am 1./2. März und einem Finale am 3. März 2007 (diese Vorausscheidung wird Dora genannt). Es setzten sich Dragonfly feat. Dado Topić mit Vjerujem u ljubav durch, die im Halbfinale ausschieden.
- Lettland: Der lettische Vorentscheid bestand aus zwei Vorrunden (27. Januar und 3. Februar) und einem Finale, das am 24. Februar 2007 stattfand. Die Tenorband Bonaparti.lv setzte sich mit dem italienischen Titel Questa notte durch und konnte sich unter die zehn besten ESC-Halbfinalisten platzieren.
- Malta: Malta richtete am 1. Februar ein großes Semifinale aus, dem am 3. Februar schließlich das Finale folgte. Olivia Lewis mit Vertigo vertrat ihr Land im Halbfinale, schied jedoch aus.
- Mazedonien: Der mazedonische Vorentscheid fand am 24. Februar 2007 statt. Die bereits 2002 für Mazedonien gestartete Karolina Gočeva konnte sich mit dem in Englisch und Mazedonisch gesungenen, um Folkelemente erweiterten Schlagerpopstück Mojot svet (dt. „Meine Welt“) durchsetzen. Über das Halbfinale erreichte sie das Finale.
- Moldau: Eine Jury wählte in Moldau aus 34 Beiträgen die drei besten, die sich im Finale dem Televoting stellten. Siegerin wurde Natalia Barbu mit dem Titel Fight, die sich über das ESC-Halbfinale für die Finalrunde qualifizierte.
- Montenegro: Das mittlerweile unabhängige Montenegro fand der Veranstaltung MontenegroSong per Televoting seinen Interpreten. Der Sänger Stevan Faddy mit dem Song Hajde kroči schied bereits im Halbfinale aus.
- Niederlande: Intern wurde Edsilia Rombley ausgewählt, die die Niederlande schon beim ESC 1998 vertreten hatte. Am 11. Februar 2007 wurde ihr Song für Helsinki vorgestellt, er heißt On Top of the World, der im Halbfinale scheiterte.
- Norwegen: Wie in Schweden veranstalteten die Norweger drei Semifinals (20. und 27. Januar, 3. Februar), eine Zweite-Chance-Runde am 8. Februar und ein Finale am 10. Februar 2007. Siegerin wurde Guri Schanke mit dem Latino-Pop-Titel Ven a bailar conmigo, die im Halbfinale in Helsinki ausschied.
- Österreich: Österreich hatte mit dem Sänger und Starmaniateilnehmer Eric Papilaya (erreichte den 5. Platz in der 3. Staffel) seinen Vertreter intern ausgewählt. Er trug den offiziellen Life-Ball-Song 2007 mit dem Titel Get a Life – Get Alive für Österreich vor, der im Halbfinale ausschied.
- Polen: In Polen wurden aus insgesamt 79 Titeln 15 für das Finale, welches am 3. Februar 2007 stattfand, ausgesucht. Sieger wurden The Jet Set mit Time to Party. Bis heute ist noch nicht bekannt, welche Plätze die anderen Teilnehmer machten. Polen schied bereits im ESC-Halbfinale aus.
- Portugal: Die portugiesische Vorentscheidung mit zehn Teilnehmern fand am 10. März statt, es gewann Sabrina mit dem Titel Dança comigo (vem ser feliz), die im Halbfinale als 11. nur knapp scheiterte.
- Schweiz: Die Schweiz bestimmte intern den erfolgreichen Popstar DJ BoBo als Interpreten. Der Song hieß Vampires Are Alive und wurde am 22. Februar 2007 vorgestellt. Als Top-Favorit bei den internationalen Buchmachern schied DJ BoBo bereits im Halbfinale aus.
- Serbien: Die Serben ermittelten ihren Vertreter durch ein Finale am 8. März 2007. Es setzte sich die Sängerin Marija Šerifović mit Molitva durch, die sich in Helsinki für das Finale qualifizieren konnte und dieses souverän mit 33 Punkten Vorsprung gewann.
- Slowenien: In Slowenien wurde der Interpret durch zwei Semifinals am 1. und 2. Februar und ein Finale am 3. Februar 2007 ermittelt. Siegerin wurde Alenka Gotar mit Cvet z juga, die sich ebenso unter die zehn beliebtesten Songs des ESC-Halbfinales platzierte.
- Tschechien: Beim tschechischen Vorentscheid, dem Eurosong, setzte sich am 10. März 2007 die Rockband Kabát mit dem Titel Malá dama durch. Sie verpasste in Helsinki jedoch den Finaleinzug.
- Türkei: Der Interpret für die Türkei wurde intern bestimmt. Kenan Doğulu vertrat mit dem Lied Shake it up şekerim die Türkei und konnte über das Halbfinale den Finaleinzug perfekt machen. Entgegen ersten Angaben, das türkische Publikum würde aus drei Liedern eines auswählen, führte TRT die Liedauswahl intern durch. Doğulu singt auf Englisch. Das Lied beinhaltet außer şekerim kein anderes türkisches Wort. Shake It Up şekerim wurde am 9. März 2007 dem Publikum vorgestellt.
- Ungarn: Ungarn kehrte nach einem Jahr Pause zurück und sendete den Sieger des „Fonogram“-Musikpreises, der am 24. Februar 2007 ausgetragen wurde, nach Helsinki. Es setzte sich schließlich die Sängerin Magdi Rúzsa mit dem Titel Unsubstantial Blues durch, die sich auch unter die beliebtesten zehn Interpreten des Halbfinales platzieren konnte.
- Zypern: Zypern wählte mit der Sängerin Evridiki seinen Vertreter intern aus. Sie konnte sich mit dem französischsprachigen Titel Comme ci comme ça nicht unter die zehn beliebtesten Teilnehmer des ESC-Halbfinales platzieren.

## Halbfinale
Die Teilnehmer, welche nicht automatisch für die Hauptveranstaltung qualifiziert waren, traten am 10. Mai in einem „Halbfinale“ gegeneinander an. Die zehn besten Teilnehmer (in der Tabelle hellgrün) hatten sich für das Finale qualifiziert. Die genaue Punkteverteilung im Halbfinale wurde erst nach dem Finale bekannt gegeben. Mit 28 aufgeführten Beiträgen ist das Halbfinale 2007 die ESC-Veranstaltung mit den meisten aufgeführten Beiträgen in der Geschichte des Wettbewerbs.
| Platz | Startnr. | Land        | Interpret                                                       | Lied Musik (M) und Text (T)                                                                                | Sprache                                        | Übersetzung (Inoffiziell)         | Punkte |
| ----- | -------- | ----------- | --------------------------------------------------------------- | --- | ---------------------------------------------- | --------------------------------- | ------ |
| 01.   | 15       | Serbien     | Marija Šerifović Марија Шерифовић                               | Molitva (Молитва) M: Vladimir Graić; T: Saša Milošević Mare                                                | Serbisch                                       | Gebet                             | 298    |
| 02.   | 22       | Ungarn      | Magdi Rúzsa                                                     | Unsubstantial Blues M: Magdi Rúzsa; T: Imre Mózsik                                                         | Englisch                                       | Halbherziger Blues                | 224    |
| 03.   | 26       | Türkei      | Kenan Doğulu                                                    | Shake It Up şekerim M/T: Kenan Doğulu                                                                      | Englisch                                       | Tanze, mein Liebling              | 197    |
| 04.   | 04       | Belarus     | Dmitry Kaldun Дмітры Калдун                                     | Work Your Magic M: Philip Kirkorow; T: Karen Kawalerjan                                                    | Englisch                                       | Handhabe deine Magie              | 176    |
| 05.   | 28       | Lettland    | Bonaparti.lv                                                    | Questa notte M: Kjell Jennstig; T: Francesca Russo, Torbjörn Wassenius, Kjell Jennstig                     | Italienisch                                    | Diese Nacht                       | 168    |
| 06.   | 01       | Bulgarien   | Eliza Todorowa & Stojan Jankulow Елица Тодорова & Стоян Янкулов | Water M: Eliza Todorowa, Stojan Jankulow; T: Eliza Todorowa                                                | Bulgarisch mit englischem Titel                | Wasser                            | 146    |
| 07.   | 25       | Slowenien   | Alenka Gotar                                                    | Cvet z juga M/T: Andrej Babić                                                                              | Slowenisch                                     | Blume des Südens                  | 140    |
| 08.   | 06       | Georgien    | Sopho სოფო                                                      | Visionary Dream M: Beqa Jafaridze; T: Bibi Kvachadze                                                       | Englisch                                       | Visionärer Traum                  | 123    |
| 09.   | 18       | Mazedonien  | Karolina Каролина                                               | Mojot svet (Мојот свет) M: Grigor Koprov; T: Ognen Nedelkovski                                             | Mazedonisch, Englisch                          | Meine Welt                        | 097    |
| 10.   | 09       | Moldau      | Natalia Barbu                                                   | Fight M: Alexandr Braşovean; T: Elena Buga                                                                 | Englisch                                       | Kampf                             | 091    |
| 11.   | 17       | Portugal    | Sabrina                                                         | Dança comigo M: Emanuel; T: Emanuel, Tó Maria Vinhas                                                       | Portugiesisch, Französisch, Spanisch, Englisch | Tanz mit mir (komm sei glücklich) | 088    |
| 12.   | 21       | Andorra     | Anonymous                                                       | Salvem el món (Let’s save the World) M/T: Anonymous                                                        | Katalanisch, Englisch                          | Retten wir die Welt               | 080    |
| 13.   | 05       | Island      | Eiríkur Hauksson                                                | Valentine Lost M: Sveinn Rúnar Sigurðsson; T: Peter Fenner                                                 | Englisch                                       | Verlorenes Valentinstagsgeschenk  | 077    |
| 14.   | 14       | Polen       | The Jet Set                                                     | Time to Party M: Mateusz Krezan; T: Kamil Varen, David Junior Serame                                       | Englisch                                       | Zeit zum Feiern                   | 075    |
| 15.   | 03       | Zypern      | Evridiki Ευριδίκη                                               | Comme ci-Comme ça M: Dimitris Korgialas; T: Poseidonas Giannopoulos                                        | Französisch                                    | So la la                          | 065    |
| 16.   | 13       | Kroatien    | Dragonfly feat. Dado Topić                                      | Vjerujem u ljubav M/T: Dado Topić                                                                          | Kroatisch, Englisch                            | Ich glaube an die Liebe           | 054    |
| 17.   | 11       | Albanien    | Frederik Ndoci                                                  | Hear My Plea M: Adrian Hila; T: Pandi Laço                                                                 | Englisch, Albanisch                            | Erhöre meine Bitte                | 049    |
| 18.   | 19       | Norwegen    | Guri Schanke                                                    | Ven a bailar conmigo M/T: Thomas G:son                                                                     | Englisch                                       | Komm, tanz mit mir                | 048    |
| 19.   | 12       | Dänemark    | DQ                                                              | Drama Queen M: Simon Munk, Peter Andersen; T: Claus Christensen, Peter Andersen                            | Englisch                                       | –                                 | 045    |
| 20.   | 08       | Schweiz     | DJ BoBo                                                         | Vampires Are Alive M/T: DJ BoBo, Axel Breitung                                                             | Englisch                                       | Vampire leben                     | 040    |
| 21.   | 10       | Niederlande | Edsilia Rombley                                                 | On Top of the World M: Tjeerd P. Oosterhuis; T: Maarten ten Hove, Martin Gijzemijter, Tjeerd P. Oosterhuis | Englisch                                       | An der Spitze der Welt            | 038    |
| 22.   | 07       | Montenegro  | Stevan Faddy                                                    | ’Ajde kroči M: Slaven Knezović; T: Milan Perić                                                             | Montenegrinisch                                | Komm, steh auf                    | 033    |
| 22.   | 23       | Estland     | Gerli Padar                                                     | Partners in Crime M: Hendrik Sal-Saller; T: Berit Veiber                                                   | Englisch                                       | Partner im Verbrechen             | 033    |
| 24.   | 02       | Israel      | Teapacks טיפקס                                                  | Push the Button (Kaftor Adom) (Push the Button (כפתור אדום)) M/T: Kobi Oz                                  | Hebräisch, Englisch, Französisch               | Drück den Knopf                   | 017    |
| 25.   | 20       | Malta       | Olivia Lewis                                                    | Vertigo M: Philip Vella; T: Gerard James Borg                                                              | Englisch                                       | Schwindel                         | 015    |
| 26.   | 24       | Belgien     | The KMG’s                                                       | Love Power M: Paul Curtiz; T: Paul Curtiz, Wakas Ashiq                                                     | Englisch                                       | Die Macht der Liebe               | 014    |
| 27.   | 27       | Österreich  | Eric Papilaya                                                   | Get a Life – Get Alive M: Greg Usek; T: Austin Howard                                                      | Englisch                                       | Beginn’ zu Leben – werde lebendig | 004    |
| 28.   | 16       | Tschechien  | Kabát                                                           | Malá dáma M/T: Kabát                                                                                       | Tschechisch                                    | Kleine Dame                       | 001    |

### Punktetafel Halbfinale
| Abstimmungsergebnisse | Abstimmungsergebnisse | Abstimmungsergebnisse | Abstimmungsergebnisse | Abstimmungsergebnisse | Abstimmungsergebnisse | Abstimmungsergebnisse | Abstimmungsergebnisse | Abstimmungsergebnisse | Abstimmungsergebnisse | Abstimmungsergebnisse | Abstimmungsergebnisse | Abstimmungsergebnisse | Abstimmungsergebnisse | Abstimmungsergebnisse | Abstimmungsergebnisse | Abstimmungsergebnisse | Abstimmungsergebnisse | Abstimmungsergebnisse | Abstimmungsergebnisse | Abstimmungsergebnisse | Abstimmungsergebnisse | Abstimmungsergebnisse | Abstimmungsergebnisse | Abstimmungsergebnisse | Abstimmungsergebnisse | Abstimmungsergebnisse | Abstimmungsergebnisse | Abstimmungsergebnisse | Abstimmungsergebnisse | Abstimmungsergebnisse | Abstimmungsergebnisse | Abstimmungsergebnisse | Abstimmungsergebnisse | Abstimmungsergebnisse | Abstimmungsergebnisse | Abstimmungsergebnisse | Abstimmungsergebnisse | Abstimmungsergebnisse | Abstimmungsergebnisse | Abstimmungsergebnisse | Abstimmungsergebnisse | Abstimmungsergebnisse | Abstimmungsergebnisse | Abstimmungsergebnisse | Abstimmungsergebnisse | Abstimmungsergebnisse |
| Startnr.              | Land                  | Platz                 | Punkte                | BG                    | IL                    | CY                    | BY                    | IS                    | GE                    | ME                    | CH                    | MD                    | NL                    | AL                    | DK                    | HR                    | PL                    | RS                    | CZ                    | PT                    | MK                    | NO                    | MT                    | AD                    | HU                    | EE                    | BE                    | SI                    | TR                    | AT                    | LV                    | AM                    | FR                    | GR                    | ES                    | FI                    | BA                    | RO                    | DE                    | LT                    | IE                    | SE                    | UA                    | RU                    | UK                    | Votings               |
| --------------------- | --------------------- | --------------------- | --------------------- | --------------------- | --------------------- | --------------------- | --------------------- | --------------------- | --------------------- | --------------------- | --------------------- | --------------------- | --------------------- | --------------------- | --------------------- | --------------------- | --------------------- | --------------------- | --------------------- | --------------------- | --------------------- | --------------------- | --------------------- | --------------------- | --------------------- | --------------------- | --------------------- | --------------------- | --------------------- | --------------------- | --------------------- | --------------------- | --------------------- | --------------------- | --------------------- | --------------------- | --------------------- | --------------------- | --------------------- | --------------------- | --------------------- | --------------------- | --------------------- | --------------------- | --------------------- | --------------------- |
| 01                    | Bulgarien             | 06.                   | 146                   |                       | 6                     | 12                    | –                     | –                     | 3                     | 5                     | –                     | 5                     | –                     | 1                     | –                     | 6                     | –                     | 5                     | 10                    | 5                     | 7                     | –                     | 3                     | –                     | 8                     | –                     | 2                     | 3                     | 12                    | 6                     | –                     | 1                     | 8                     | 10                    | 10                    | 2                     | 3                     | 1                     | 4                     | –                     | –                     | –                     | 2                     | –                     | 6                     | 27                    |
| 02                    | Israel                | 24.                   | 017                   | –                     |                       | –                     | –                     | 1                     | –                     | –                     | –                     | –                     | –                     | –                     | –                     | –                     | –                     | –                     | 2                     | –                     | –                     | –                     | –                     | –                     | –                     | 3                     | –                     | –                     | –                     | –                     | –                     | –                     | 6                     | –                     | –                     | –                     | –                     | –                     | –                     | 4                     | –                     | –                     | –                     | 1                     | –                     | 06                    |
| 03                    | Zypern                | 15.                   | 065                   | 7                     | 4                     |                       | –                     | –                     | –                     | –                     | –                     | –                     | –                     | 8                     | –                     | –                     | –                     | –                     | –                     | –                     | –                     | –                     | –                     | –                     | –                     | –                     | 5                     | –                     | –                     | –                     | –                     | 4                     | 5                     | 12                    | –                     | –                     | –                     | 7                     | 3                     | –                     | –                     | –                     | –                     | –                     | 10                    | 10                    |
| 04                    | Belarus               | 04.                   | 176                   | 6                     | 12                    | 10                    |                       | 4                     | 4                     | 4                     | –                     | 12                    | –                     | 4                     | 1                     | –                     | 4                     | 4                     | 5                     | 1                     | 4                     | 3                     | 7                     | –                     | 2                     | 7                     | –                     | –                     | 5                     | –                     | 10                    | 12                    | –                     | 7                     | –                     | –                     | 2                     | 3                     | –                     | 10                    | 6                     | 3                     | 12                    | 12                    | –                     | 29                    |
| 05                    | Island                | 13.                   | 077                   | –                     | –                     | –                     | 3                     |                       | 1                     | –                     | –                     | –                     | –                     | –                     | 10                    | –                     | –                     | –                     | –                     | –                     | –                     | 12                    | –                     | –                     | 10                    | 6                     | –                     | –                     | –                     | –                     | 6                     | –                     | –                     | –                     | –                     | 12                    | –                     | –                     | –                     | 5                     | –                     | 12                    | –                     | –                     | –                     | 10                    |
| 06                    | Georgien              | 08.                   | 123                   | 3                     | 8                     | 7                     | 8                     | –                     |                       | –                     | –                     | 8                     | 5                     | –                     | –                     | –                     | 3                     | –                     | –                     | –                     | –                     | –                     | –                     | –                     | –                     | 10                    | 1                     | –                     | 10                    | –                     | 7                     | 8                     | 4                     | 6                     | 3                     | 4                     | –                     | –                     | –                     | 8                     | –                     | –                     | 10                    | 10                    | –                     | 19                    |
| 07                    | Montenegro            | 22.                   | 033                   | –                     | –                     | –                     | –                     | –                     | –                     |                       | –                     | –                     | –                     | 7                     | –                     | 5                     | –                     | 8                     | –                     | –                     | 3                     | –                     | –                     | –                     | –                     | –                     | –                     | 5                     | –                     | –                     | –                     | –                     | –                     | –                     | –                     | –                     | 5                     | –                     | –                     | –                     | –                     | –                     | –                     | –                     | –                     | 06                    |
| 08                    | Schweiz               | 20.                   | 040                   | –                     | –                     | 2                     | –                     | –                     | –                     | –                     |                       | –                     | –                     | –                     | 3                     | 1                     | –                     | –                     | –                     | –                     | –                     | –                     | 10                    | 6                     | –                     | 2                     | –                     | 2                     | –                     | –                     | 4                     | –                     | –                     | 2                     | –                     | –                     | –                     | –                     | 8                     | –                     | –                     | –                     | –                     | –                     | –                     | 10                    |
| 09                    | Moldau                | 10.                   | 091                   | 1                     | 3                     | 6                     | 12                    | –                     | 7                     | –                     | –                     |                       | –                     | –                     | –                     | –                     | –                     | –                     | –                     | 12                    | –                     | –                     | –                     | –                     | –                     | –                     | –                     | –                     | 8                     | –                     | –                     | 7                     | –                     | 3                     | 6                     | –                     | –                     | 12                    | –                     | –                     | 2                     | –                     | 6                     | 6                     | –                     | 14                    |
| 10                    | Niederlande           | 21.                   | 038                   | –                     | 1                     | –                     | –                     | –                     | –                     | –                     | 1                     | –                     |                       | –                     | 4                     | –                     | –                     | –                     | –                     | 3                     | –                     | 1                     | 8                     | 5                     | 5                     | –                     | 10                    | –                     | –                     | –                     | –                     | –                     | –                     | –                     | –                     | –                     | –                     | –                     | –                     | –                     | –                     | –                     | –                     | –                     | –                     | 09                    |
| 11                    | Albanien              | 17.                   | 049                   | 2                     | –                     | –                     | –                     | –                     | –                     | 6                     | 7                     | –                     | –                     |                       | –                     | 3                     | –                     | –                     | –                     | –                     | 10                    | –                     | –                     | –                     | –                     | –                     | –                     | –                     | 4                     | 3                     | –                     | –                     | –                     | 8                     | –                     | –                     | 4                     | –                     | 1                     | –                     | –                     | –                     | –                     | –                     | 1                     | 11                    |
| 12                    | Dänemark              | 19.                   | 045                   | –                     | 5                     | –                     | –                     | 8                     | –                     | –                     | –                     | –                     | 1                     | –                     |                       | –                     | –                     | 3                     | –                     | –                     | –                     | 4                     | 6                     | 2                     | –                     | –                     | –                     | –                     | –                     | –                     | –                     | –                     | –                     | –                     | –                     | –                     | –                     | –                     | –                     | –                     | 5                     | 4                     | –                     | –                     | 7                     | 10                    |
| 13                    | Kroatien              | 16.                   | 054                   | –                     | –                     | –                     | –                     | –                     | –                     | 7                     | 5                     | –                     | –                     | 3                     | –                     |                       | –                     | 6                     | –                     | –                     | 6                     | –                     | –                     | –                     | –                     | –                     | –                     | 8                     | –                     | 7                     | –                     | –                     | –                     | –                     | –                     | –                     | 10                    | –                     | 2                     | –                     | –                     | –                     | –                     | –                     | –                     | 09                    |
| 14                    | Polen                 | 14.                   | 075                   | –                     | –                     | 3                     | 5                     | 2                     | 6                     | 1                     | –                     | –                     | –                     | –                     | 2                     | –                     |                       | 2                     | –                     | –                     | 2                     | –                     | –                     | 10                    | 3                     | –                     | –                     | –                     | –                     | 4                     | 1                     | 5                     | 3                     | –                     | –                     | –                     | –                     | –                     | 5                     | 3                     | 10                    | –                     | 5                     | –                     | 3                     | 19                    |
| 15                    | Serbien               | 01.                   | 298                   | 8                     | 7                     | 8                     | 10                    | 10                    | 8                     | 12                    | 12                    | 6                     | 10                    | 2                     | 6                     | 12                    | 5                     |                       | 12                    | 4                     | 12                    | 8                     | 1                     | –                     | 12                    | –                     | 4                     | 12                    | –                     | 12                    | 2                     | 10                    | 7                     | 5                     | 5                     | 8                     | 12                    | 6                     | 10                    | 1                     | 8                     | 10                    | 8                     | 8                     | 5                     | 38                    |
| 16                    | Tschechien            | 28.                   | 001                   | –                     | –                     | –                     | –                     | –                     | –                     | –                     | –                     | –                     | –                     | –                     | –                     | –                     | –                     | –                     |                       | –                     | –                     | –                     | –                     | –                     | –                     | 1                     | –                     | –                     | –                     | –                     | –                     | –                     | –                     | –                     | –                     | –                     | –                     | –                     | –                     | –                     | –                     | –                     | –                     | –                     | –                     | 01                    |
| 17                    | Portugal              | 11.                   | 088                   | –                     | –                     | 1                     | 7                     | –                     | –                     | –                     | 8                     | 7                     | 4                     | –                     | –                     | –                     | 10                    | 1                     | –                     |                       | –                     | –                     | –                     | 12                    | –                     | –                     | 3                     | 1                     | –                     | –                     | 3                     | 6                     | 10                    | –                     | 8                     | –                     | –                     | –                     | 7                     | –                     | –                     | –                     | –                     | –                     | –                     | 15                    |
| 18                    | Nordmazedonien        | 09.                   | 097                   | 12                    | –                     | –                     | –                     | –                     | –                     | 10                    | 6                     | –                     | –                     | 10                    | –                     | 8                     | –                     | 10                    | 6                     | –                     |                       | –                     | –                     | –                     | –                     | –                     | –                     | 10                    | 6                     | 5                     | –                     | –                     | –                     | –                     | –                     | –                     | 7                     | 2                     | –                     | –                     | –                     | 5                     | –                     | –                     | –                     | 13                    |
| 19                    | Norwegen              | 18.                   | 048                   | –                     | –                     | –                     | –                     | 7                     | –                     | 2                     | –                     | 1                     | 3                     | –                     | 7                     | –                     | 2                     | –                     | –                     | 2                     | –                     |                       | 2                     | 3                     | 1                     | 4                     | –                     | –                     | –                     | –                     | –                     | 3                     | –                     | –                     | 4                     | 1                     | –                     | –                     | –                     | –                     | –                     | 6                     | –                     | –                     | –                     | 15                    |
| 20                    | Malta                 | 25.                   | 015                   | –                     | –                     | –                     | –                     | –                     | –                     | –                     | –                     | –                     | –                     | 6                     | –                     | –                     | –                     | –                     | –                     | –                     | –                     | –                     |                       | –                     | –                     | –                     | –                     | –                     | 7                     | –                     | –                     | –                     | –                     | –                     | –                     | –                     | –                     | –                     | –                     | –                     | –                     | –                     | –                     | –                     | 2                     | 03                    |
| 21                    | Andorra               | 12.                   | 080                   | –                     | 2                     | –                     | 4                     | 6                     | –                     | –                     | –                     | –                     | –                     | –                     | –                     | 2                     | 6                     | –                     | 7                     | 6                     | 1                     | 2                     | –                     |                       | –                     | 5                     | –                     | 4                     | 2                     | –                     | –                     | –                     | –                     | 4                     | 12                    | 5                     | –                     | –                     | –                     | 2                     | 4                     | 2                     | –                     | 4                     | –                     | 19                    |
| 22                    | Ungarn                | 02.                   | 224                   | 4                     | –                     | 4                     | 1                     | 12                    | 10                    | –                     | 4                     | –                     | 8                     | 5                     | 12                    | 7                     | 8                     | 12                    | 8                     | 10                    | –                     | 10                    | 4                     | 4                     |                       | 8                     | 7                     | 6                     | 1                     | 8                     | 8                     | –                     | 2                     | –                     | 1                     | 10                    | 1                     | 10                    | 6                     | 7                     | 7                     | 8                     | 4                     | 3                     | 4                     | 35                    |
| 23                    | Estland               | 22.                   | 033                   | –                     | –                     | –                     | –                     | –                     | 2                     | –                     | –                     | 4                     | –                     | –                     | –                     | –                     | –                     | –                     | –                     | –                     | –                     | –                     | –                     | –                     | –                     |                       | –                     | –                     | –                     | –                     | 12                    | –                     | –                     | –                     | –                     | 6                     | –                     | –                     | –                     | 6                     | 3                     | –                     | –                     | –                     | –                     | 06                    |
| 24                    | Belgien               | 26.                   | 014                   | –                     | –                     | –                     | –                     | –                     | 12                    | –                     | –                     | –                     | 2                     | –                     | –                     | –                     | –                     | –                     | –                     | –                     | –                     | –                     | –                     | –                     | –                     | –                     |                       | –                     | –                     | –                     | –                     | –                     | –                     | –                     | –                     | –                     | –                     | –                     | –                     | –                     | –                     | –                     | –                     | –                     | –                     | 02                    |
| 25                    | Slowenien             | 07.                   | 140                   | 5                     | –                     | –                     | 6                     | –                     | –                     | 8                     | –                     | 3                     | 6                     | –                     | –                     | 10                    | 7                     | 7                     | 4                     | 7                     | 5                     | 5                     | 5                     | 8                     | 7                     | –                     | 6                     |                       | 3                     | 2                     | 5                     | –                     | 1                     | –                     | 7                     | –                     | 6                     | 4                     | –                     | –                     | 1                     | –                     | 7                     | 5                     | –                     | 26                    |
| 26                    | Türkei                | 03.                   | 197                   | 10                    | –                     | –                     | –                     | 3                     | –                     | 3                     | 10                    | 10                    | 12                    | 12                    | 8                     | –                     | 1                     | –                     | 1                     | –                     | 8                     | 6                     | –                     | 7                     | 6                     | –                     | 12                    | –                     |                       | 10                    | –                     | 2                     | 12                    | –                     | 2                     | 7                     | 8                     | 8                     | 12                    | –                     | –                     | 7                     | 1                     | 7                     | 12                    | 27                    |
| 27                    | Österreich            | 27.                   | 004                   | –                     | –                     | –                     | –                     | –                     | –                     | –                     | 3                     | –                     | –                     | –                     | –                     | –                     | –                     | –                     | –                     | –                     | –                     | –                     | –                     | 1                     | –                     | –                     | –                     | –                     | –                     |                       | –                     | –                     | –                     | –                     | –                     | –                     | –                     | –                     | –                     | –                     | –                     | –                     | –                     | –                     | –                     | 02                    |
| 28                    | Lettland              | 05.                   | 168                   | –                     | 10                    | 5                     | 2                     | 5                     | 5                     | –                     | 2                     | 2                     | 7                     | –                     | 5                     | 4                     | 12                    | –                     | 3                     | 8                     | –                     | 7                     | 12                    | –                     | 4                     | 12                    | 8                     | 7                     | –                     | 1                     |                       | –                     | –                     | 1                     | –                     | 3                     | –                     | 5                     | –                     | 12                    | 12                    | 1                     | 3                     | 2                     | 8                     | 29                    |

- Die wenigsten Gesamt-Votings:  Tschechien – 1
- Die wenigsten Gesamt-Punkte:  Tschechien – 1
- Die meisten Gesamt-Votings:  Serbien – 38
- Die meisten Gesamt-Punkte:  Serbien – 298

### Statistik der Zwölf-Punkte-Vergabe (Semifinale)
| Anzahl | Land       | erhalten von |
| ------ | ---------- | --- |
| 9      | Serbien    | Bosnien und Herzegowina, Kroatien, Mazedonien, Montenegro, Österreich, Schweiz, Slowenien, Tschechische Republik, Ungarn |
| 6      | Türkei     | Albanien, Belgien, Deutschland, Frankreich, Niederlande, Vereinigtes Königreich                                          |
| 5      | Belarus    | Armenien, Israel, Moldau, Russland, Ukraine                                                                              |
| 5      | Lettland   | Estland, Irland, Litauen, Malta, Polen                                                                                   |
| 3      | Island     | Finnland, Norwegen, Schweden                                                                                             |
| 3      | Moldau     | Portugal, Rumänien, Belarus                                                                                              |
| 3      | Ungarn     | Dänemark, Island, Serbien                                                                                                |
| 2      | Bulgarien  | Türkei, Zypern |
| 1      | Andorra    | Spanien |
| 1      | Belgien    | Georgien |
| 1      | Estland    | Lettland |
| 1      | Mazedonien | Bulgarien |
| 1      | Portugal   | Andorra |
| 1      | Zypern     | Griechenland |

## Finale
Neu oder erneut im Finale waren Belarus, Bulgarien und Slowenien. Belarus erreichte das Finale das erste Mal seit seinem Debüt 2004, Bulgarien das erste Mal seit seinem Debüt 2005. Slowenien erreichte seit 2003 erneut das Finale, nachdem es in den Jahren 2004, 2005 und 2006 jeweils im Halbfinale ausgeschieden war. Georgien und Serbien nahmen zum ersten Mal teil und erreichten das Finale. Serbien war sogar erfolgreich und holte sich den Sieg.
| Platz | Startnr. | Land                    | Interpret                                                       | Lied Musik (M) und Text (T)                                                             | Sprache                                                           | Übersetzung (Inoffiziell)               | Punkte | Bild                             |
| ----- | -------- | ----------------------- | --------------------------------------------------------------- | --------------------------------------------------------------------------------------- | ----------------------------------------------------------------- | --------------------------------------- | ------ | -------------------------------- |
| 01.   | 17       | Serbien                 | Marija Šerifović Марија Шерифовић                               | Molitva Молитва M: Vladimir Graić; T: Saša Milošević Mare                               | Serbisch                                                          | Gebet                                   | 268    | Marija Šerifović                 |
| 02.   | 18       | Ukraine                 | Verka Serduchka Вєрка Сердючка                                  | Dancing Lasha Tumbai Dancing Лаша тумбай M/T: Andrei Danilko                            | Deutsch, Englisch, Ukrainisch                                     | –                                       | 235    | Verka Serduchka                  |
| 03.   | 15       | Russland                | Serebro Серебро                                                 | Song # 1 M: Maxim Fadejew; T: Daniil Babichev                                           | Englisch                                                          | Lied Nummer eins                        | 207    | Serebro                          |
| 04.   | 22       | Türkei                  | Kenan Doğulu                                                    | Shake It Up şekerim M/T: Kenan Doğulu                                                   | Englisch                                                          | Tanze, mein Liebling                    | 163    | Kenan Doğulu                     |
| 05.   | 21       | Bulgarien               | Eliza Todorowa & Stojan Jankulow Елица Тодорова & Стоян Янкулов | Water M: Eliza Todorowa, Stojan Jankulow; T: Eliza Todorowa                             | Bulgarisch mit englischem Titel                                   | Wasser                                  | 157    | Eliza Todorowa & Stojan Jankulow |
| 06.   | 03       | Belarus                 | Kaldun Дмітры Калдун                                            | Work Your Magic M: Filipp Kirkorow; T: Karen Kavaleryan                                 | Englisch                                                          | Handhabe deine Magie                    | 145    | Koldun                           |
| 07.   | 10       | Griechenland            | Sarbel Σαρμπέλ                                                  | Yassou Maria M: Alex Papakonstantinou, Marcus Englöf; T: Mack                           | Englisch                                                          | Hallo Maria                             | 139    | Sarbel                           |
| 08.   | 23       | Armenien                | Hayko Հայկո                                                     | Anytime You Need M: Hayko; T: Karen Kavaleryan                                          | Englisch, Armenisch                                               | Wie lange du auch brauchst              | 138    | Hayko                            |
| 09.   | 08       | Ungarn                  | Magdi Rúzsa                                                     | Unsubstantial Blues M: Magdi Rúzsa; T: Imre Mózsik                                      | Englisch                                                          | Halbherziger Blues                      | 128    | Magdi Rúzsa                      |
| 10.   | 24       | Moldau                  | Natalia Barbu                                                   | Fight M: Alexandr Braşovean; T: Elena Buga                                              | Englisch                                                          | Kampf                                   | 109    | Natalia Barbu                    |
| 11.   | 01       | Bosnien und Herzegowina | Maria                                                           | Rijeka bez imena M: Goran Kovačić, Aleksandra Milutinović; T: Aleksandra Milutinović    | Bosnisch                                                          | Fluss ohne Namen                        | 106    | Marija Šestić                    |
| 12.   | 11       | Georgien                | Sopho სოფო                                                      | Visionary Dream M: Beqa Japharidze; T: Bibi Kvachadze                                   | Englisch                                                          | Visionärer Traum                        | 097    | Sopho                            |
| 13.   | 20       | Rumänien                | Todomondo                                                       | Liubi, liubi, I Love You Люби, люби, I love you M: Mister M T: Todomondo                | Englisch, Italienisch, Spanisch, Russisch, Französisch, Rumänisch | Liebe, Liebe, ich liebe dich            | 084    | Todomondo                        |
| 14.   | 06       | Mazedonien              | Karolina Каролина                                               | Mojot svet Мојот свет M: Grigor Koprov; T: Ognen Nedelkovski                            | Mazedonisch, Englisch                                             | Meine Welt                              | 073    | Karolina Gočeva                  |
| 15.   | 07       | Slowenien               | Alenka Gotar                                                    | Cvet z juga M/T: Andrej Babić                                                           | Slowenisch                                                        | Blume des Südens                        | 066    | Alenka Gotar                     |
| 16.   | 14       | Lettland                | Bonaparti.lv                                                    | Questa notte M: Kjell Jennstig; T: Francesca Russo, Torbjörn Wassenius, Kjell Jennstig  | Italienisch                                                       | Diese Nacht                             | 054    | Bonaparti.lv                     |
| 17.   | 05       | Finnland                | Hanna                                                           | Leave Me Alone M: Martti Vuorinen, Miikka Huttunen; T: Martti Vuorinen, Hanna Pakarinen | Englisch                                                          | Lass mich allein                        | 053    | Hanna Pakarinen                  |
| 18.   | 12       | Schweden                | The Ark                                                         | The Worrying Kind M/T: Ola Salo                                                         | Englisch                                                          | Die Besorgten                           | 051    | The Ark                          |
| 19.   | 16       | Deutschland             | Roger Cicero                                                    | Frauen regier’n die Welt M: Matthias Haß; T: Frank Ramond                               | Deutsch, Englisch                                                 | –                                       | 049    | Roger Cicero                     |
| 20.   | 02       | Spanien                 | D’Nash                                                          | I Love You mi vida M: Thomas G:son, Andreas Rickstrand; T: Antonio Sánchez, Rebeca      | Spanisch                                                          | Ich liebe dich, mein Leben              | 043    | D’Nash                           |
| 21.   | 09       | Litauen                 | 4Fun                                                            | Love or Leave M/T: Julija Ritčik                                                        | Englisch                                                          | Liebe oder gehe                         | 028    | 4Fun                             |
| 22.   | 13       | Frankreich              | Les Fatals Picards                                              | L’amour à la française M: Ivan Callot; T: Ivan Callot, Laurent Honel, Paul Léger        | Französisch, Englisch                                             | Liebe auf Französisch                   | 019    | Les Fatals Picards               |
| 22.   | 19       | Vereinigtes Königreich  | Scooch                                                          | Flying the Flag (For You) M/T: Paul Tarry, Andrew Hill, Russ Spencer, Morten Schjolin   | Englisch                                                          | Die Flagge (für euch) hissen            | 019    | Scooch                           |
| 24.   | 04       | Irland                  | Dervish                                                         | They Can’t Stop the Spring M: Tommy Moran; T: John Waters                               | Englisch                                                          | Sie können den Frühling nicht aufhalten | 005    | Dervish                          |

### Punktevergabe Finale
| Land | Abstimmungsergebnisse | Abstimmungsergebnisse | Abstimmungsergebnisse | Abstimmungsergebnisse | Abstimmungsergebnisse | Abstimmungsergebnisse | Abstimmungsergebnisse | Abstimmungsergebnisse | Abstimmungsergebnisse | Abstimmungsergebnisse | Abstimmungsergebnisse | Abstimmungsergebnisse | Abstimmungsergebnisse | Abstimmungsergebnisse | Abstimmungsergebnisse | Abstimmungsergebnisse | Abstimmungsergebnisse | Abstimmungsergebnisse | Abstimmungsergebnisse | Abstimmungsergebnisse | Abstimmungsergebnisse | Abstimmungsergebnisse | Abstimmungsergebnisse | Abstimmungsergebnisse | Abstimmungsergebnisse | Abstimmungsergebnisse | Abstimmungsergebnisse | Abstimmungsergebnisse | Abstimmungsergebnisse | Abstimmungsergebnisse | Abstimmungsergebnisse | Abstimmungsergebnisse | Abstimmungsergebnisse | Abstimmungsergebnisse | Abstimmungsergebnisse | Abstimmungsergebnisse | Abstimmungsergebnisse | Abstimmungsergebnisse | Abstimmungsergebnisse | Abstimmungsergebnisse | Abstimmungsergebnisse | Abstimmungsergebnisse | Abstimmungsergebnisse | Abstimmungsergebnisse |
| Land | Punkte                | ME                    | BY                    | AM                    | AD                    | AT                    | FR                    | DK                    | GR                    | ES                    | RS                    | FI                    | TR                    | BA                    | BE                    | PT                    | AL                    | RO                    | CY                    | HR                    | SI                    | IL                    | DE                    | LT                    | NO                    | CH                    | CZ                    | NL                    | IE                    | MT                    | EE                    | GE                    | BG                    | SE                    | UA                    | RU                    | LV                    | IS                    | PL                    | MD                    | UK                    | MK                    | HU                    | Votings               |
| --- | --------------------- | --------------------- | --------------------- | --------------------- | --------------------- | --------------------- | --------------------- | --------------------- | --------------------- | --------------------- | --------------------- | --------------------- | --------------------- | --------------------- | --------------------- | --------------------- | --------------------- | --------------------- | --------------------- | --------------------- | --------------------- | --------------------- | --------------------- | --------------------- | --------------------- | --------------------- | --------------------- | --------------------- | --------------------- | --------------------- | --------------------- | --------------------- | --------------------- | --------------------- | --------------------- | --------------------- | --------------------- | --------------------- | --------------------- | --------------------- | --------------------- | --------------------- | --------------------- | --------------------- |
| Bosnien und Herzegowina | 106                   | 7                     | –                     | 1                     | –                     | 8                     | 1                     | 7                     | –                     | –                     | 8                     | –                     | 10                    |                       | –                     | –                     | 8                     | –                     | –                     | 10                    | 8                     | –                     | 3                     | –                     | 6                     | 8                     | 4                     | 7                     | –                     | –                     | –                     | –                     | –                     | 6                     | –                     | –                     | –                     | –                     | –                     | –                     | –                     | 4                     | –                     | 17                    |
| Spanien | 043                   | 4                     | –                     | –                     | –                     | –                     | 6                     | –                     | 1                     |                       | –                     | –                     | –                     | –                     | 3                     | 8                     | 12                    | –                     | –                     | –                     | –                     | 2                     | –                     | –                     | –                     | 5                     | –                     | –                     | –                     | 2                     | –                     | –                     | –                     | –                     | –                     | –                     | –                     | –                     | –                     | –                     | –                     | –                     | –                     | 09                    |
| Belarus | 145                   | 3                     |                       | 10                    | –                     | –                     | –                     | –                     | 5                     | –                     | 2                     | –                     | –                     | 4                     | –                     | 1                     | 2                     | 1                     | 6                     | –                     | –                     | 12                    | –                     | 7                     | –                     | –                     | 2                     | –                     | –                     | 10                    | 7                     | 8                     | 1                     | –                     | 12                    | 12                    | 8                     | 4                     | 7                     | 10                    | –                     | 7                     | 4                     | 24                    |
| Irland | 005                   | –                     | –                     | –                     | –                     | –                     | –                     | –                     | –                     | –                     | –                     | –                     | –                     | –                     | –                     | –                     | 5                     | –                     | –                     | –                     | –                     | –                     | –                     | –                     | –                     | –                     | –                     | –                     |                       | –                     | –                     | –                     | –                     | –                     | –                     | –                     | –                     | –                     | –                     | –                     | –                     | –                     | –                     | 01                    |
| Finnland | 053                   | –                     | 1                     | –                     | 7                     | –                     | –                     | 4                     | –                     | –                     | –                     |                       | –                     | –                     | –                     | –                     | –                     | –                     | –                     | –                     | –                     | –                     | 1                     | 5                     | 4                     | 1                     | –                     | –                     | –                     | –                     | 6                     | –                     | –                     | 12                    | –                     | –                     | –                     | 12                    | –                     | –                     | –                     | –                     | –                     | 10                    |
| Nordmazedonien | 073                   | 10                    | –                     | –                     | –                     | 1                     | –                     | –                     | –                     | –                     | 10                    | –                     | 1                     | 8                     | –                     | –                     | 3                     | –                     | –                     | 8                     | 10                    | –                     | –                     | –                     | –                     | 6                     | 5                     | –                     | –                     | –                     | –                     | 1                     | 10                    | –                     | –                     | –                     | –                     | –                     | –                     | –                     | –                     |                       | –                     | 11                    |
| Slowenien | 066                   | 8                     | 4                     | –                     | –                     | –                     | –                     | –                     | –                     | 3                     | 5                     | –                     | –                     | 7                     | 2                     | 3                     | –                     | –                     | –                     | 7                     |                       | –                     | –                     | 1                     | –                     | –                     | –                     | –                     | –                     | 5                     | –                     | –                     | –                     | –                     | 4                     | 3                     | 4                     | –                     | 4                     | –                     | –                     | 6                     | –                     | 15                    |
| Ungarn | 128                   | –                     | –                     | –                     | 6                     | 2                     | –                     | 8                     | –                     | –                     | 12                    | 10                    | –                     | –                     | 5                     | 2                     | –                     | 8                     | –                     | 4                     | 5                     | –                     | 7                     | 4                     | 8                     | 3                     | –                     | 4                     | 5                     | 1                     | 4                     | 5                     | –                     | 8                     | –                     | –                     | 5                     | 8                     | 2                     | –                     | 2                     | –                     |                       | 24                    |
| Litauen | 028                   | –                     | 2                     | –                     | 1                     | –                     | –                     | –                     | –                     | –                     | –                     | –                     | –                     | –                     | –                     | –                     | –                     | –                     | –                     | –                     | –                     | –                     | –                     |                       | –                     | –                     | –                     | –                     | 12                    | –                     | –                     | –                     | –                     | –                     | –                     | –                     | 10                    | –                     | –                     | –                     | 3                     | –                     | –                     | 05                    |
| Griechenland | 139                   | –                     | 3                     | 8                     | –                     | –                     | 3                     | 1                     |                       | 2                     | 4                     | –                     | 4                     | 3                     | 8                     | –                     | 7                     | 10                    | 12                    | –                     | –                     | 1                     | 10                    | –                     | –                     | 4                     | 3                     | 5                     | –                     | –                     | –                     | 4                     | 12                    | 4                     | –                     | –                     | –                     | 5                     | –                     | 6                     | 10                    | 3                     | 7                     | 25                    |
| Georgien | 097                   | –                     | 6                     | 5                     | –                     | –                     | –                     | –                     | 3                     | –                     | –                     | 7                     | 5                     | 1                     | 6                     | –                     | –                     | –                     | 1                     | 2                     | 2                     | 6                     | –                     | 12                    | –                     | –                     | 1                     | 2                     | 1                     | –                     | 5                     |                       | –                     | –                     | 8                     | 7                     | 6                     | –                     | 5                     | 4                     | –                     | –                     | 2                     | 22                    |
| Schweden | 051                   | –                     | –                     | –                     | 2                     | –                     | –                     | 12                    | –                     | –                     | –                     | 8                     | –                     | –                     | –                     | –                     | –                     | –                     | –                     | –                     | –                     | –                     | –                     | –                     | 12                    | –                     | –                     | –                     | –                     | –                     | –                     | –                     | –                     |                       | –                     | –                     | –                     | 10                    | –                     | –                     | 7                     | –                     | –                     | 06                    |
| Frankreich | 019                   | –                     | –                     | 2                     | 8                     | –                     |                       | –                     | –                     | –                     | –                     | –                     | –                     | –                     | –                     | –                     | 4                     | –                     | –                     | –                     | –                     | –                     | –                     | 3                     | –                     | –                     | –                     | –                     | –                     | –                     | 2                     | –                     | –                     | –                     | –                     | –                     | –                     | –                     | –                     | –                     | –                     | –                     | –                     | 05                    |
| Lettland | 054                   | –                     | –                     | –                     | –                     | –                     | –                     | –                     | –                     | –                     | –                     | –                     | –                     | –                     | –                     | –                     | –                     | 2                     | –                     | 1                     | 6                     | –                     | –                     | 10                    | 3                     | –                     | –                     | 3                     | 10                    | 4                     | 10                    | –                     | –                     | –                     | –                     | –                     |                       | –                     | 1                     | –                     | 4                     | –                     | –                     | 11                    |
| Russland | 207                   | 6                     | 12                    | 12                    | 3                     | –                     | 2                     | 2                     | 8                     | 4                     | 7                     | 3                     | 8                     | 2                     | –                     | 4                     | –                     | 3                     | 7                     | 3                     | 3                     | 8                     | 6                     | 6                     | 5                     | –                     | 6                     | –                     | 6                     | 6                     | 12                    | 7                     | 5                     | 5                     | 10                    |                       | 7                     | 1                     | 3                     | 8                     | 6                     | 5                     | 6                     | 36                    |
| Deutschland | 49                    | –                     | –                     | –                     | 5                     | 7                     | –                     | 5                     | –                     | 5                     | –                     | 1                     | –                     | –                     | –                     | –                     | 6                     | –                     | –                     | –                     | –                     | –                     |                       | –                     | –                     | 7                     | –                     | 6                     | –                     | –                     | 3                     | –                     | –                     | 1                     | –                     | –                     | –                     | 2                     | –                     | –                     | 1                     | –                     | –                     | 12                    |
| Serbien | 268                   | 12                    | 7                     | 7                     | –                     | 12                    | 8                     | 6                     | 4                     | 1                     |                       | 12                    | –                     | 12                    | 7                     | 5                     | 1                     | 6                     | 3                     | 12                    | 12                    | 3                     | 8                     | –                     | 10                    | 12                    | 8                     | 8                     | 4                     | 8                     | –                     | 6                     | 6                     | 10                    | 6                     | 5                     | 3                     | 7                     | 8                     | 5                     | –                     | 12                    | 12                    | 36                    |
| Ukraine | 235                   | 2                     | 10                    | 6                     | 12                    | 4                     | 4                     | 3                     | 7                     | 7                     | 3                     | 6                     | 3                     | 5                     | 1                     | 12                    | –                     | 4                     | 4                     | 5                     | 4                     | 10                    | 5                     | 8                     | 2                     | 2                     | 12                    | 1                     | 8                     | 3                     | 8                     | 10                    | 3                     | 3                     |                       | 8                     | 12                    | 6                     | 12                    | 7                     | 8                     | 2                     | 3                     | 40                    |
| Vereinigtes Königreich | 019                   | –                     | –                     | –                     | –                     | –                     | –                     | –                     | –                     | –                     | –                     | –                     | –                     | –                     | –                     | –                     | –                     | –                     | –                     | –                     | –                     | –                     | –                     | –                     | –                     | –                     | –                     | –                     | 7                     | 12                    | –                     | –                     | –                     | –                     | –                     | –                     | –                     | –                     | –                     | –                     |                       | –                     | –                     | 02                    |
| Rumänien | 084                   | –                     | –                     | –                     | 10                    | 3                     | 7                     | –                     | 2                     | 12                    | –                     | –                     | 2                     | –                     | –                     | 7                     | –                     |                       | 5                     | –                     | –                     | 7                     | –                     | –                     | –                     | –                     | –                     | –                     | 3                     | –                     | –                     | –                     | 2                     | –                     | 2                     | 1                     | 1                     | –                     | –                     | 12                    | –                     | –                     | 8                     | 16                    |
| Bulgarien | 157                   | 5                     | –                     | 4                     | –                     | 6                     | 5                     | –                     | 12                    | 10                    | 6                     | 5                     | 6                     | 6                     | 4                     | 6                     | –                     | 5                     | 10                    | 6                     | 7                     | –                     | 4                     | –                     | –                     | –                     | 7                     | –                     | –                     | 7                     | 1                     | –                     |                       | –                     | 3                     | 4                     | 2                     | –                     | –                     | 3                     | 5                     | 8                     | 10                    | 27                    |
| Türkei | 163                   | 1                     | –                     | –                     | –                     | 10                    | 12                    | 10                    | –                     | –                     | –                     | 4                     |                       | 10                    | 12                    | –                     | 10                    | 7                     | –                     | –                     | –                     | –                     | 12                    | –                     | 7                     | 10                    | –                     | 12                    | –                     | –                     | –                     | 2                     | 7                     | 7                     | 1                     | 2                     | –                     | 3                     | –                     | 1                     | 12                    | 10                    | 1                     | 23                    |
| Armenien | 138                   | –                     | 5                     |                       | –                     | 5                     | 10                    | –                     | 6                     | 8                     | –                     | –                     | 12                    | –                     | 10                    | –                     | –                     | –                     | 8                     | –                     | –                     | 5                     | 2                     | –                     | –                     | –                     | 10                    | 10                    | –                     | –                     | –                     | 12                    | 8                     | –                     | 5                     | 10                    | –                     | –                     | 10                    | 2                     | –                     | –                     | –                     | 18                    |
| Moldau | 109                   | –                     | 8                     | 3                     | 4                     | –                     | –                     | –                     | 10                    | 6                     | 1                     | 2                     | 7                     | –                     | –                     | 10                    | –                     | 12                    | 2                     | –                     | 1                     | 4                     | –                     | 2                     | 1                     | –                     | –                     | –                     | 2                     | –                     | –                     | 3                     | 4                     | 2                     | 7                     | 6                     | –                     | –                     | 6                     |                       | –                     | 1                     | 5                     | 24                    |
| Die Tabelle ist senkrecht nach der Auftrittsreihenfolge im Finale geordnet, waagerecht nach der chronologischen Punkteverlesung. |                       |                       |                       |                       |                       |                       |                       |                       |                       |                       |                       |                       |                       |                       |                       |                       |                       |                       |                       |                       |                       |                       |                       |                       |                       |                       |                       |                       |                       |                       |                       |                       |                       |                       |                       |                       |                       |                       |                       |                       |                       |                       |                       |                       |

- Die wenigsten Gesamt-Votings:  Irland – 1
- Die wenigsten Gesamt-Punkte:  Irland – 5
- Die meisten Gesamt-Votings:  Ukraine – 40
- Die meisten Gesamt-Punkte:  Serbien – 268

Karte der Punktevergabe für den Siegertitel aus Serbien nach Ländern

### Statistik der Zwölf-Punkte-Vergabe (Finale)
| Anzahl | Land                   | erhalten von                                                                                                |
| ------ | ---------------------- | --- |
| 9      | Serbien                | Bosnien und Herzegowina, Finnland, Kroatien, Mazedonien, Montenegro, Österreich, Schweiz, Slowenien, Ungarn |
| 5      | Türkei                 | Belgien, Frankreich, Deutschland, Niederlande, Vereinigtes Königreich                                       |
| 5      | Ukraine                | Andorra, Lettland, Polen, Portugal, Tschechische Republik                                                   |
| 3      | Belarus                | Israel, Russland, Ukraine                                                                                   |
| 3      | Russland               | Armenien, Belarus, Estland                                                                                  |
| 2      | Armenien               | Georgien, Türkei                                                                                            |
| 2      | Finnland               | Island, Schweden                                                                                            |
| 2      | Griechenland           | Bulgarien, Zypern                                                                                           |
| 2      | Rumänien               | Moldau, Spanien                                                                                             |
| 2      | Schweden               | Dänemark, Norwegen                                                                                          |
| 1      | Bulgarien              | Griechenland                                                                                                |
| 1      | Georgien               | Litauen |
| 1      | Litauen                | Irland |
| 1      | Moldau                 | Rumänien |
| 1      | Spanien                | Albanien |
| 1      | Ungarn                 | Serbien |
| 1      | Vereinigtes Königreich | Malta |

### Punktesprecher
| Nr. | Land                    | Punktesprecher                 | Anmerkungen                                                                                     |
| --- | ----------------------- | ------------------------------ | ----------------------------------------------------------------------------------------------- |
| 01  | Montenegro              | Vidak Latković                 | –                                                                                               |
| 02  | Belarus                 | Juliana                        | –                                                                                               |
| 03  | Armenien                | Sirusho                        | Teilnehmerin 2008                                                                               |
| 04  | Andorra                 | Marian van de Wal              | Teilnehmerin 2005                                                                               |
| 05  | Österreich              | Eva Pölzl                      | –                                                                                               |
| 06  | Frankreich              | Vanessa Dolmen                 | –                                                                                               |
| 07  | Dänemark                | Susanne Georgi                 | Teilnehmerin für Andorra 2009                                                                   |
| 08  | Griechenland            | Alexis Kostalas                | Punktesprecher 1998 und 2001 bis 2006                                                           |
| 09  | Spanien                 | Ainhoa Arbizu                  | Punktesprecherin 2005                                                                           |
| 10  | Serbien                 | Maja Nikolić                   | –                                                                                               |
| 11  | Finnland                | Laura Voutilainen              | Teilnehmerin 2002                                                                               |
| 12  | Türkei                  | Meltem Ersan Yazgan            | Punktesprecherin 2001 bis 2006                                                                  |
| 13  | Bosnien und Herzegowina | Vesna Andree Zaimović          | Punktesprecherin 2006                                                                           |
| 14  | Belgien                 | Maureen Louys                  | –                                                                                               |
| 15  | Portugal                | Francisco Mendes               | –                                                                                               |
| 16  | Albanien                | Leon Menkshi                   | Punktesprecher 2006                                                                             |
| 17  | Rumänien                | Andreea Marin                  | Moderatorin JESC 2006, Punktesprecherin 2000, 2004 und 2006                                     |
| 18  | Zypern                  | Giannis Haralambous            | –                                                                                               |
| 19  | Kroatien                | Barbara Kolar                  | Punktesprecherin 2004 und 2005                                                                  |
| 20  | Slowenien               | Peter Poles                    | Punktesprecher 2003, 2004 und 2006                                                              |
| 21  | Israel                  | Jason Danino-Holt              | –                                                                                               |
| 22  | Deutschland             | Thomas Hermanns                | Punktesprecher 2005 und 2006, Moderator Wer singt für Deutschland?                              |
| 23  | Litauen                 | Lavija Šurnaitė                | Punktesprecherin 2006                                                                           |
| 24  | Norwegen                | Synnøve Svabø                  | –                                                                                               |
| 25  | Schweiz                 | Sven Epiney                    | Schweizer Kommentator ab 2008                                                                   |
| 26  | Tschechien              | Andrea Savane                  | –                                                                                               |
| 27  | Niederlande             | Paul de Leeuw Edsilia Rombley  | Niederländischer Kommentator 1995, Punktesprecher 2006 Teilnehmerin 1998, Punktesprecherin 1999 |
| 28  | Irland                  | Linda Martin                   | Siegerin 1992, Teilnehmerin 1984                                                                |
| 29  | Malta                   | Mireille Bonello               | –                                                                                               |
| 30  | Estland                 | Laura Põldvere                 | Teilnehmerin 2005 und 2017                                                                      |
| 31  | Georgien                | Neli Agirba                    | –                                                                                               |
| 32  | Bulgarien               | Mira Dobreva                   | –                                                                                               |
| 33  | Schweden                | André Pops                     | –                                                                                               |
| 34  | Ukraine                 | Kateryna Osadcha               | –                                                                                               |
| 35  | Russland                | Yana Churikova                 | Punktesprecherin 2003 bis 2006                                                                  |
| 36  | Lettland                | Jānis Šipkevics                | Teilnehmer 2006                                                                                 |
| 37  | Island                  | Ragnhildur Steinunn Jónsdóttir | Punktesprecherin 2005 und 2006                                                                  |
| 38  | Polen                   | Maciej Orłoś                   | Punktesprecher 2001 und 2003 bis 2006                                                           |
| 39  | Moldau                  | Andrei Porubin                 | –                                                                                               |
| 40  | Vereinigtes Königreich  | Fearne Cotton                  | Punktesprecherin 2006                                                                           |
| 41  | Mazedonien              | Elena Risteska                 | Teilnehmerin 2006                                                                               |
| 42  | Ungarn                  | Éva Novodomszky                | –                                                                                               |

### Marcel-Bezençon-Preis
Die Preisträger des von der EBU anerkannten Marcel-Bezençon-Preises waren:
- Presse-Preis für den besten Song –  Ukraine – Dancing Lasha Tumbai (Dancing Лаша тумбай) – Verka Serduchka
- Künstler-Preis für den besten Interpreten –  Serbien – Marija Šerifović – Molitva (Молитва)
- Komponisten-Preis für die beste Komposition/Text –  Ungarn – Magdi Rúsza (m) und Imre Mózsik (t) – Unsubstantial Blues – Magdi Rúsza

## Trivia
- Erstmals nahmen 42 Länder teil, von denen Georgien, Montenegro, Serbien und Tschechien debütierten.
- Serbien und Montenegro nahmen erstmals als  eigenständige Länder teil.
- Belarus, Bulgarien, sowie die erstmals teilnehmende Länder Georgien und Serbien erreichten erstmals das Finale.
- Kroatien, Malta, Norwegen, sowie die erstmals teilnehmende Länder Montenegro und Tschechien schieden erstmals im Halbfinale aus.
- Zum dritten Mal hintereinander schnitten die Großen Vier schlecht ab: Deutschland erreichte Platz 19 mit 49 Punkten, Spanien Platz 20 mit 43 Punkten, Frankreich und das Vereinigte Königreich erreichten den vorletzten Platz mit 19 Punkten.
- Erstmals erreichte Irland den letzten Platz mit 5 Punkten. Dies wiederholte sich 2013 erneut.
- Es ist auch das letzte Jahr mit einem Halbfinale, denn schon im Folgejahr wurden zwei Halbfinals eingeführt.